# 日本海事新聞
日本海事新聞（にほんかいじしんぶん、英語:THE JAPAN MARITIME DAILY）は、株式会社日本海事新聞社（日本新聞協会、日本専門新聞協会会員）が発行する日刊総合物流紙。

## 概要
海運（外航・内航）、造船・舶用、港運、倉庫、港湾、航空貨物、クルーズ、ロジスティクス周りのニュースが掲載されている。ブランケット判6～12ページ。

## 沿革
- 1940年（昭和15年）11月 - 村田省蔵逓信大臣を会長に(財)日本海事振興会設立。設立代表者は日本郵船株式会社社長の大谷登と三菱重工業株式会社社長の斯波孝四郎。総則の中で「海事二関スル新聞ソノ他刊行物ノ発行」がうたわれる。
- 1942年（昭和17年）9月 - (財)日本海事振興会内に日本海事新聞発行事務局の事務総長として山口喜一理事（元北海タイムス取締役支配人）が任命される。
- 1942年（昭和17年）12月 - 第二次世界大戦遂行の啓蒙指導に足る国策新聞が必要との逓信省海務局の要請により、その外郭団体である(財)日本海事振興会が機関紙として「日本海事新聞」を創刊。戦局の拡大とともに国内13の支局と職員数214名を擁した。
- 1946年（昭和21年）4月 - 終戦により(財)日本海事振興会は機構を縮小して「日本海事新聞」を分離、職員の古屋俊雄が経営にあたった。
- 1950年（昭和25年）4月 - 運輸省 (現国土交通省)の斡旋により、第一新聞協会(現日本専門新聞協会)会長で、日本教育新聞創刊者の大山恵佐が株主となり、日本海事新聞社社長に就任。
- 1952年（昭和27年）12月 - 英文月刊紙「ジャパン・マリタイム・ジャーナル」発行。
- 1956年（昭和31年）9月 - 日本新聞協会に加盟。
- 1984年（昭和59年）10月 - 大山恵佐が逝去。社長に佐藤菊雄が就任。
- 1994年（平成6年）4月 - 社長に大山髙明（大山恵佐の長男）が就任。
- 2016年（平成28年）6月 - 社長に畠雅仁が就任。
- 2019年（平成31年）4月 - 社長に大山髙明が再度就任。本社を移転、中部支局を開設。
- 2019年（令和元年）7月1日 - マリンネット株式会社に出資、経営参画[2]。他に６大商社、海事業界各社、富士通株式会社などが同社に出資。
- 2019年（令和元年）7月15日 - 海事電子版®をリリース、Apple WatchやAmazon Echoに対応。
- 2020年（令和2年）6月 - 社長に山本裕史が就任[3]。2022年3月に退任。
- 2021年（令和3年）6月 - 会長に大山秀海（大山髙明の長男）が就任。
- 2024年（令和6年）6月 - 海事XR版®をリリース、Apple Vision Proに対応。
- 2025年（令和7年）4月 - 社長に大山秀海が就任[4]。